# Pagoda perfumada

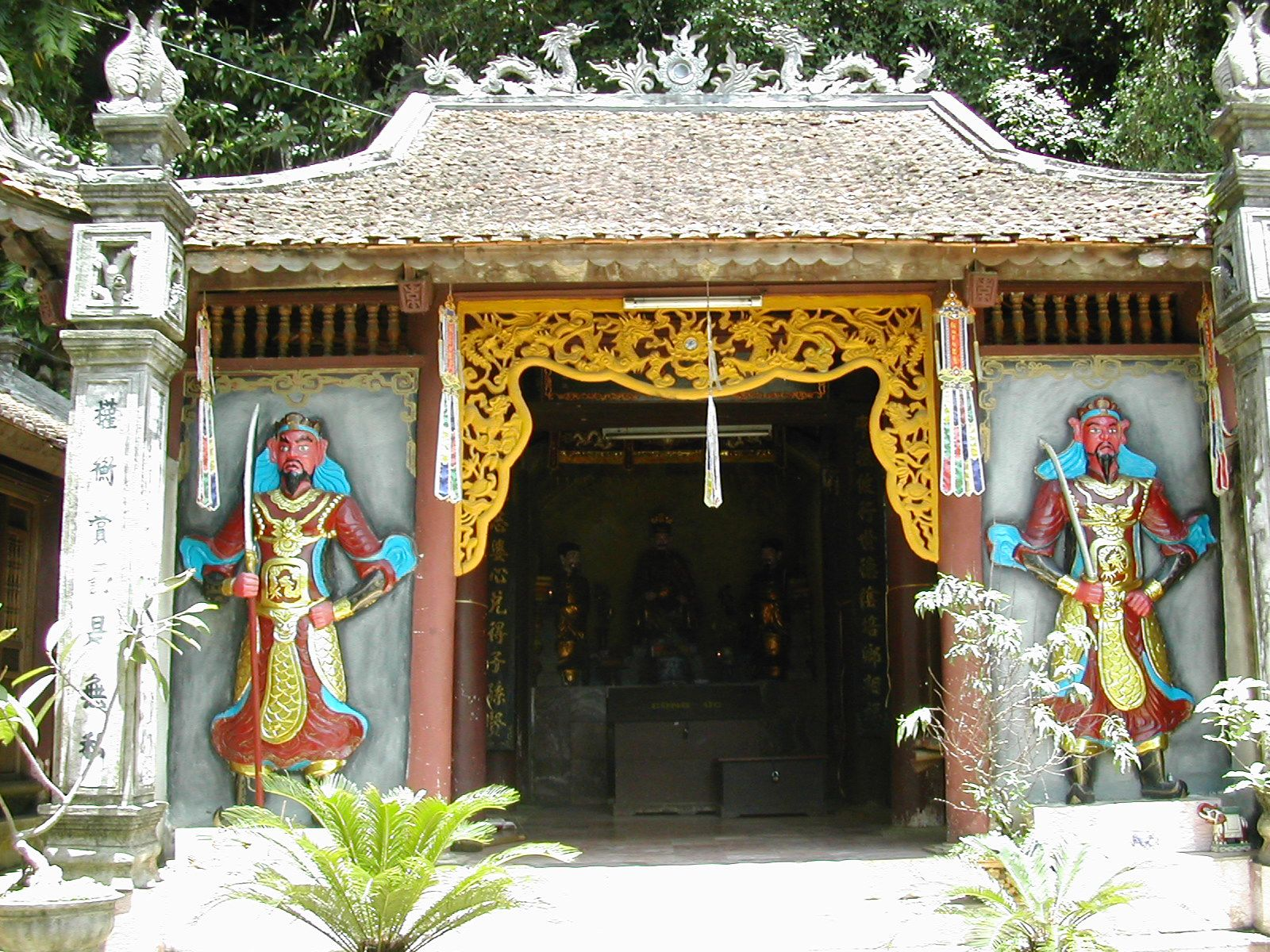
Uno de los templos en el complejo de la pagoda perfumada.

Pagoda perfumada (en vietnamita Chùa Hương) es un inmenso complejo budista y un centro de peregrinación construido en los Montes Huong Tich en Vietnam. El sitio es uno de los principales centros de celebraciones del budismo Mahāyāna vietnamita en la parte septentrional del país y atrae numerosos peregrinos y turistas nacionales y extranjeros
El centro del complejo religioso de la pagoda perfumada es en la comuna Huong Son, distrito de My Duc (conocido anteriormente como provincia Ha Tay). La pagoda principal se conoce como Chua Trong (Chua es pagoda y Trong es Interior) y se localiza en la Cueva Huong Tich.

## Contexto histórico

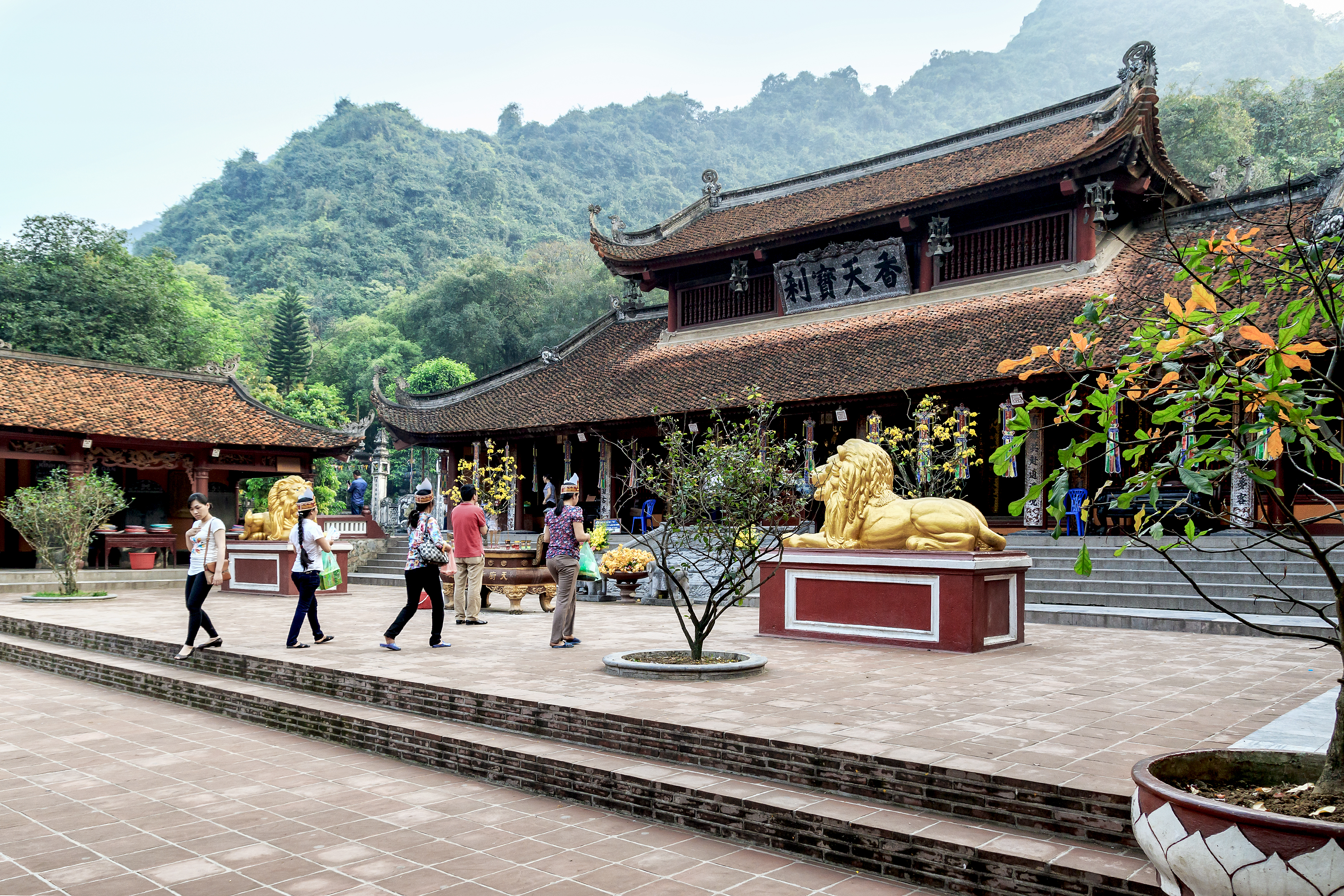
Pagodas de la Pagoda Perfumada y estatuas de Leones en Vietnam

Se piensa que el primer templo fue una simple estructura construida sobre el actual Thien Tru que existía desde el reino de Le Thanh Tong durante el siglo XV. Las leyendas dicen que el sitio fue descubierto hace 200 años por un monje budista que vino a meditar en la región montañosa y quien le dio el sitio en honor del Tíbet en donde el Señor Buda practicó ascetismo. Una inscripción encontrada en el templo hace que se date la construcción de las terrazas, los escalones de piedra y el altar de Kim Dung hacia 1686, durante el reinado de Le Hy Tong, por el tiempo en el cual Chua Trong comenzó a ser erigido.
Por los sucesivos años algunas de las estructuras recibieron daños y fueron consecuentemente reemplazadas. La estatua original de Buda y la de Quan Am fueron elaboradas en bronce pero removidas en 1767. En 1793 nuevas estatuas reemplazaron a las anteriores y son las que permanecen en la actualidad.
Los daños más recientes fueron durante los bombardeos de las armadas de Francia y Estados Unidos a Vietnam del Norte durante la Guerra de Vietnam. Tanto la puerta como la campana de la torre de la pagoda Thien Tru fueron destruidas durante bombardeos. Las campana de la torre fue reconstruida en 1986 y la puerta fue terminada en 1994.

## Descripción física
El complejo completo de la pagoda perfumada comprende en realidad numerosas pagodas distribuidas en un relieve quebrado sobre el Monte Huong y entre el río Day. Las montañas de constitución rocosa volcánica están cubiertas de una densa vegetación tropical de montaña que varía con las diferentes altitudes. Un camino bien trazado entre el río y el la Cueva Huong Tich trasciende colinas y bosques y a lo largo se encuentran numerosos templos y sitios de veneración.

### Den Trinh
Desde el río Day el primer lugar de veneración es Quan Lon que significa el mandarín de mayor rango y que fue construido para venerar al general de un rey Hung. Este inmenso centro religioso tiene una puerta con dos elefantes arrodillados a cada lado. El interior es un inmenso salón de oración.

### Pagoda Thien Tru
Más allá de Den Trinh se encuentra Thien Tru (la cocina del cielo), conocida también como Chua Ngoai (pagoda exterior). En este lugar se encuentra el cenizario de Vien Cong Bao, una estructura de ladrillo en donde reposan las cenizas del maestro Vien Quang quien lideró la reconstrucción de la pagoda y fue sepultado en el lugar. Thien Thuy stupa, a naturally occurring structure that is the result of the erosion of a rocky hill, is also nearby. Thien Tru es lugar de la campana de la torre y del salón de las Triple Gema, ambas construidas en la década de 1980. Al interior de la pagoda se encuentra una estatua de Quan Am.

### Pagoda Giai Oan
En el camino entre Thien Tru y la Cueva Huong Tich se encuentra el templo Giai Oan, conocido también como la pagoda en donde se purifica de los malos karmas. Existe en este lugar una fuente natural conocida como Thien Nhien Thanh Tri que traduce "Fuente de Azul Natural". También es llamada Pozo Long Tuyen o Giau Oan con sus nueve fuentes.

### Cueva Huong Tich
La parte central de todo el complejo religioso lo constituye la Cueva Huong Tich en donde se encuentra en sí la principal pagoda, llamada también Chua Trong o Templo Interior. La boca de la cueva tiene la apariencia de la boca de un dragón de características chinas cavado en la pared de la entrada. El dragón en las culturas asiáticas significa poder.
También se encuentra una inscripción que dice Nam thien de nhat dong que traducidos quieren decir "primer grado de la cueva del sur del mundo y que datan de 1770. Las palabras se atribuyen a uno de los gobernantes de la época, Thinh Do Vuong Trinh Sam.
Al interior de la cueva o templo se encuentran numerosas estatuas. Existe una inmensa estatua a Buda y otra a Quan Am, ambas hechas de piedra verde. También hay estatuas de Arhats y varias figuras. Entre ellas unas que fueron cavadas por la misma naturaleza en siglos de roca y agua (estalactitas y estalagmitas). Una de las características de la cueva milenaria es la roca pulida por el agua.
Otros sitios en el complejo de la pagoda perfumada es la pagoda Thien Son, la caverna Thuyet Kinh, el templo Phat Tich y el Templo Vong.

## Prácticas populares
Existen numerosas prácticas asociadas a la pagoda perfumada y sus diferentes templos. Algunas de ellas son específicamente budistas, mientras otras se relacionan con el animismo y la religiosidad popular de Vietnam.

### Peregrinajes
Numerosos vietnamitas visitan Chua Huong en peregrinaje religioso. Cuando los peregrinos se encuentran, se saludan “A Di Da Phat” or “Namo Amitabha Buddha”. Para seguir el peregrinaje a Chua Huong existen varias rutas, pero la más popular es la de tomar un bote desde Yen Wharf y detenerse primero en Thrinh para "presentarse" a sí mismo como "registro del peregrinaje". El peregrinaje continúa entonces hacia el puente Hoi para visitar el templo Thanh Son dentro de la cueva. La siguiente parada es en Tro desde donde los peregrinos caminan hacia la pagoda Thien Tru. De allí van al templo Tien y después al Giai Oan.
La creencia popular dice que Buda se detuvo en este último lugar y se lavó el rostro "del polvo de la humanidad" y es por eso que los peregrinos se lavan allí con reverencia manos y rostro en el pozo Long Tuyen con la esperanza de lavar los karmas.
En dicho lugar los peregrinos visitan también la cueva Tuyen Kinh y el altar Cua Vong para adorar a la diosa de las montañas y el altar Phat Tich en donde hay una roca que se cree preserva la huella de Quan Am.
Terminada dicha estación, los peregrinos continúan al final de su visita religiosa en la Cueva Huong Tich, en donde se encuentra la pagoda perfumada en sí. Dentro del lugar obtienen las bendiciones de las estalacticas y estalagmitas, muchas de las cuales es creído tienen numerosos propósitos. Muchos peregrinos sin hijos buscan fertilidad del altar a Nui Co (la niña) y Nui Cau (el niño), mientras otros visitan las estalacticas y estalagmitas para obtener prosperidad.
Los visitantes se reúnen especialmente bajo una estalactita que tiene la particular forma de un seno de mujer y de la cual se desprenden gotas de agua consideradas leche maternal, las cuales son esperadas con la mano abierta para recibir su bendición. Otras estalactitas reciben nombres como "monedas" (Dun Tien), el árbol de oro, el árbol de plata, la canasta de los gusanos de seda (Buong Tam), el coco (Nong Ken) y el arroz (Dun Gao).

### Festival
El principal peregrinaje, sin embargo, es durante el Festival de la Pagoda Perfumada cuando cientos de peregrinos se acercan al lugar, especialmente a la Cueva Huong Tich. Se trata además del festival más largo de Vietnam que comienza el 15 de febrero y termina hacia fines de marzo, aunque sigue el calendario lunar, por lo cual tiene variaciones anuales. El festival es también visto como una buena oportunidad para que los jóvenes buscan pareja y comiencen cortejos con vista al matrimonio.